# Marina Romoli
Marina Romoli, née le 9 juin 1988 à Recanati, est une coureuse cycliste italienne, professionnelle de 2007 à 2010.

## Biographie

### Carrière sportive
En 2006, Marina Romoli remporte la médaille d'argent dans l'épreuve en ligne des championnats du monde sur route juniors (moins de 19 ans) à Spa. La même année, elle termine deuxième du championnat d'Italie sur route juniors. Aux championnats nationaux sur piste juniors de Bassano del Grappa, elle est championne d'Italie de course aux points et se classe deuxième du scratch, ainsi que quatrième du keirin.
Elle passe professionnelle l'année suivante avec Menikini-Selle Italia, une équipe dirigée par Walter Zini et emmenée par Fabiana Luperini. Elle y reste jusqu'à la mi saison 2009, avant de rejoint l'équipe Safi-Pasta Zara. La première année en tant que professionnelle, il prend la dixième place du Tour de Bochum. Sur piste, elle est troisième du championnat d'Italie de course aux points et quatrième de la vitesse.
En 2008, son meilleur résultat est la troisième place du Grand Prix Elsy Jacobs au Luxembourg. Au cours du même mois d'avril, elle gagne la sixième édition du Trofeo Comune di Fermo, une course réservée aux juniors et aux moins de 23 ans. En 2009, elle huitième du championnat d'Italie sur route et dixième du championnat d'Europe sur route espoirs.

### Accident et engagement
Le 1er juin 2010, elle est victime d'un grave accident dans la province de Lecco. Lors d'une sortie d'entraînement pour préparer le Grand Prix de Valladolid, une manche de la Coupe du monde, elle roule en compagnie de deux cyclistes amateurs (son fiancé Matteo Pelucchi et Samuele Conti), lorsqu'un utilitaire coupe brutalement la route rendant inévitable la collision, dans laquelle elle transperce la vitre latérale de la voiture, puis retombe lourdement. L'impact lui a causé la perforation d'un poumon, 500 points de suture au visage et un traumatisme à la colonne vertébrale avec la fracture de certaines vertèbres, l'obligeant depuis à se déplacer en fauteuil roulant,.
Quelques mois plus tard, lors des mondiaux de Melbourne, les huit italiennes au départ - Guderzo, Berlato, Bronzini, Callovi, Cantele, Carretta, Patuzzo et Tamanini - portent chacune des gants avec des lettres qui composent les mots « Marina Go ». À l'arrivée Giorgia Bronzini, vainqueur du titre mondial, dessine le contour d'un cœur avec ses doigts, le dédiant à sa compatriote.
L'« Associazione Marina Romoli Onlus » est fondée en 2011. Elle en devient la Présidente par la suite. Son objectif est de promouvoir et de financer la recherche scientifique sur la guérison des paralysies causées par les lésions chroniques de la moelle épinière, ainsi que le soutien financier aux jeunes athlètes handicapés en raison d'accidents de la circulation ou de blessures graves lors de la pratique d'un sport. Elle s'engage également pour la sécurité dans le sport.

### Vie privée
En 2021, Marina Romoli est diplômée avec mention de l'Université de Bologne avec un diplôme en neurosciences. Ses recherches portaient sur les lésions cérébrales traumatiques des athlètes et leurs conséquences à long terme. Elle s'est engagée à développer des tests avec lesquels les lésions cérébrales peuvent être détectées rapidement. 
Après avoir été en couple avec le cycliste Matteo Pelucchi, ils se séparent en 2014.

## Palmarès sur route
- 2006
  -  Médaillée d'argent du championnat du monde sur route juniors
  - 2e du championnat d'Italie sur route juniors
- 2008
  - Trofeo Comune di Fermo
  - 3e du Grand Prix Elsy Jacobs
- 2009
  - 10e du championnat d'Europe sur route espoirs

## Palmarès sur piste
- 2006
  -  Championne d'Italie de course aux points juniors
  - 2e du championnat d'Italie du scratch juniors
- 2007
  - 3e du championnat d'Italie de course aux points

## Récompenses
- Oscar TuttoBici des juniors : 2006
- Prix Gino Bartali : 2013